# Hugo Celso Felipe Mansilla
Hugo Celso Felipe Mansilla Ferret ( Buenos Aires,17 de noviembre de 1942), más conocido como H.C.F. Mansilla, es un reconocido filósofo y politólogo con ciudadanías boliviana y argentina. Nació en Buenos Aires, Argentina el 17 de noviembre de 1942.

## Formación
Tras concluir el bachillerato en La Paz, se dirigió a Alemania para continuar con su formación universitaria. Estudió Ciencias Políticas y Filosofía en la Universidad Libre de Berlín, donde obtuvo en 1973 el doctorado en filosofía magna cum laude y en 1976 la concesión de la venia legendi (habilitación para cátedra titular de ciencias políticas para el sistema universitario alemán). Es miembro correspondiente de la Real Academia Española desde 1987, miembro de número de la Academia de Ciencias de Bolivia y de la Academia Boliviana de la Lengua. Ha sido catedrático visitante en universidades de Alemania, Australia, España, Suiza y Nigeria. 

## Teoría
Como filósofo social, H.C.F.Mansilla ha elaborado una teoría crítica de la modernización, que es un intento de aplicar la teoría crítica de la sociedad, proveniente de la Escuela de Frankfurt y de uno de sus maestros, Theodor Adorno, a la realidad de los países del denominado Tercer Mundo, combinada con una reflexión sobre el medio ambiente y una crítica de la cultura política del autoritarismo. Su teoría explora los vínculos entre las metas normativas de desarrollo, a menudo de carácter obvio, la compleja identidad colectiva y los modelos de autocomprensión que han elaborado los propios intelectuales del Tercer Mundo.
De acuerdo a Mansilla, la mayoría de los esfuerzos modernizantes en el Tercer Mundo pueden ser considerados como una imitación mal lograda de los paradigmas occidentales. El renacimiento de ideologías y prácticas indigenistas y nativistas tendría una función ornamental-ideológica. Mansilla, que también ha publicado en alemán una teoría crítica del poder, es uno de los pocos intelectuales en América Latina que sustenta una opinión escéptica sobre los fenómenos de modernización y globalización y acerca de las corrientes postmodernistas.

## Obra
Ha publicado cerca de 50 libros y más de 300 artículos, dispersos en revistas de más de 20 países. Sus libros han aparecido en Alemania, España y países latinoamericanos. También es autor de algunas obras de ficción, publicadas en Bolivia, entre ellos:

### Ensayos
- Introducción a la teoría crítica de la sociedad, Barcelona: Seix Barral 1970
- Faschismus und eindimensionale Gesellschaft [Fascismo y sociedad unidimensional], Neuwied / Berlín: Luchterhand 1971
- Entwicklung als Nachahmung. Vorarbeiten zu einer kritischen Theorie der Modernisierung (Desarrollo como imitación. Prólogo a una teoría crítica de la modernización), Meisenheim: Hain 1978
- Nationale Identität, gesellschaftliche Wahrnehmung natürlicher Ressourcen und ökologische Probleme in Bolivien, [Identidad nacional, percepción social de recursos naturales y problemas ecológicos en Bolivia], Múnich: Fink 1985
- Die Trugbilder der Entwicklung in der Dritten Welt. Elemente einer kritischen Theorie der Modernisierung [Las imágenes engañosas del desarrollo en el Tercer Mundo. Elementos de una teoría crítica de la modernización], Paderborn / Zúrich / Viena: Schöningh 1986
- Los tortuosos caminos de la modernidad. América Latina entre la tradición y el postmodernismo, La Paz: CEBEM 1992
- Ursachen und Folgen politischer Gewalt in Kolumbien und Peru (Causas y consecuencias de la violencia política en Colombia y Perú), Frankfurt: Vervuert 1993
- Harmoniebedürfnis und Verewigung von Herrschaft. Elemente einer kritischen Theorie der Macht [Necesidad de armonía y perpetuación del dominio político. Elementos de una teoría crítica del poder], Hamburgo / Münster: LIT 1994
- Tradición autoritaria y modernización imitativa. Dilemas de la identidad colectiva en América Latina, La Paz: Plural / Caraspas 1997; Tradición, modernidad y postmodernidad, Caracas: CIPOST / UCV 1999;
- La difícil convivencia. Diálogos sobre la conformación de una sociedad razonable, La Paz: Caraspas 2000;
- Zur Theorie der dauerhaften Entwicklung in Lateinamerika [La teoría del desarrollo sustentable en América Latina], Eichstätt: Katholische Universität Eichstätt 2000;
- El carácter conservador de la nación boliviana, Santa Cruz: El País 2003
- Aspectos rescatables del mundo premoderno, Santa Cruz: El País 2007;
- Problemas de la autonomía en el Oriente Boliviano. La ideología de la Nación Camba en el espejo de las fuentes documentales, Santa Cruz: El País 2007;
- Teoría crítica, medio ambiente y autoritarismo. La modernización y sus dilemas. Los diez mejores ensayos del autor, Santa Cruz: El País 2008;
- Memorias razonadas de un escritor perplejo, Santa Cruz: El País 2009.

### Novelas
- Laberinto de desilusiones, 1983.
- La utopía de la perfección, 1984.
- Opandamoiral, 1992.
- Consejeros de reyes, 1993.